# Pac
Pac är en kommun i Albanien.   Den ligger i distriktet Rrethi i Tropojës och prefekturen Qarku i Kukësit, i den norra delen av landet, 110 km norr om huvudstaden Tirana.
Trakten runt Pac består till största delen av jordbruksmark.  Runt Pac är det ganska glesbefolkat, med 42 invånare per kvadratkilometer.